# International Boxing Union (IBU, 1913–1946)
Die International Boxing Union (IBU) ist ein ehemaliger in Gent, Belgien, im Jahre 1913 gegründeter Boxverband. Er ist nicht zu verwechseln mit dem 1996 in Atlanta, Georgia, USA, gegründeten, aktiven, unbedeutenden Weltverband, der denselben Namen hat.
Die IBU war ein Versuch, eine bedeutende, einheitliche, internationale Organisation für Profiboxen zu etablieren, jedoch ohne großen Erfolg. Denn solange sie Bestand hatte, war sie klein und einflusslos. Der Boxer, der den IBU-Titel innehatte, wurde weltweit nicht als „der wahre Weltmeister“ anerkannt. Unterzeichner des Protokolls für die IBU waren Paul Rousseau (Präsident der Fédération Française de Boxe et de Lutte), Fred Tilbury (Präsident der Fédération Belge de Boxe) und Victor Breyer (Präsident der Société Française de Propagation de la Boxe Anglaise). Die erforderliche Befugnis wurde von der New York State Athletic Commission erteilt.
Der Verband war wegen des Ersten Weltkrieges lange Zeit untätig. Erst im Jahre 1920, diesmal mit Sitz in Paris, war er wieder betriebsam.  
Gegen Ende des Jahres 1942 war die International Boxing Union in den Händen der Nazis und Faschisten, die sie transformierten und in  Associazione Pugilistica Professionistica Europea (APPE) umbenannten. Von da an war diese Organisation bis 1946 inaktiv. 1946 wurde der Verband, der seitdem den Titel des Europameisters der jeweiligen Gewichtsklassen im Profiboxen verleiht, als European Boxing Union (EBU) neu gegründet.